# Egyszerű ez (album)
Az Egyszerű ez Koncz Zsuzsa 2006. április 11-én megjelent albuma,  4. verslemeze. Válogatás a magyar irodalom klasszikusaitól és az új generáció költőinek verseiből.

## Az album dalai
1. Bájoló (Tolcsvay László – Radnóti Miklós)
2. Messzeségek (Gerendás Péter – Weöres Sándor)
3. Szabadság (részletek) (Cipő – Heltai Jenő)
4. Nekem az ég (Závodi Gábor – Kányádi Sándor)
5. Olvadás (Lerch István – Karafiáth Orsolya)
6. Ki minek gondol... (Rongyszőnyeg) (Tolcsvay László – Weöres Sándor)
7. Fényvándor (Cipő – Tóth Krisztina)
8. Egyszerű ez (Bródy János – József Attila)
9. Őszre fordul (Závodi Gábor – Kántor Péter)
10. Balkon (dalszöveg) (Tolcsvay László – Tóth Krisztina)
11. Húnyt szemmel... (Tolcsvay László – Babits Mihály)
12. Vagyunk amíg (Bródy János – Kányádi Sándor)
13. Tájkép (Tolcsvay László – Weöres Sándor)
14. Április hónapja (Závodi Gábor – Kányádi Sándor)
15. Emlék (Cipő – Vörös István)
16. Felemás őszi ének (Bródy János – Kányádi Sándor)
17. Bolyongok (Bródy János – József Attila)

## Külső hivatkozások
- Információk Koncz Zsuzsa honlapján
- Porosz Péter kritikája a lemezről